# Selenicereus setaceus
Selenicereus setaceus es una especie fanerógama perteneciente a la familia de las Cactaceae.

## Distribución
Es endémica de Argentina, Bolivia, Brasil, y Paraguay. Es una especie inusual en las colecciones y rara en la vida silvestre.

## Descripción
Es una planta perenne carnosa angulada con hojas angulosas con los tallos de color verde, armados de espinas y con las flores de color blanco.

## Ecología
Es una especie epífita, trepadora o litofita que se encuentra en la piedra caliza o el gneis, granito en inselbergs en la caatinga, el cerrado, Mata Atlántica, y restinga, desde el nivel del mar hasta los 900 metros.

## Taxonomía
La especie fue descrita iniciamente como Cereus setaceus por Joseph de Salm-Reifferscheidt-Dyck y tanto validado como publicado por Augustin Pyrame de Candolle en Prodromus systematis naturalis regni vegetabilis 3: 469, en 1828, hoy en día es tanto un sinónimo como el basónimo de esta. Más adelante, sería transferida al género Hylocereus por Ralf Bauer en Cactaceae Systematics Initiatives: Bulletin of the International Cactaceae Systematics Group 17: 29, en 2003, nombre científico que también es un sinónimo actualmente; y ulteriormente sería transferida al género Selenicereus por Alwin Berger y tanto validado como publicado por Erich Werdermann en Brasilien und seine Säulenkakteen 87, en 1933.

#### Etimología
Ver: Selenicereus
setaceus: epíteto latino que significa "con cerdas".